# Jakovlev Jak-52
Jakovlev Jak-52 je sovětské, resp. ruské cvičné a sportovní letadlo z poloviny 70. let 20. století, které je v podstatě modernizací stroje Jakovlev Jak-50 a jeho úpravou na dvojmístný letoun. První prototyp stroje Jak-52 vzlétl v roce 1976, sériová výroba začala roku 1979.
Licence letounu byla prodána i do Rumunska, kde Jaky-52 vyráběla firma Aerostar. Roku 2004 byl v Rusku zalétán modernizovaný typ Jak-52M. Letoun se vyrábí do současnosti a exportuje se i na vyspělé západní trhy.

## Varianty
- Jak-52 základní cvičná verze, motor Vedenejev M-14P, 1976
- Jak-52M modernizovaná verze, motor Vedenejev M-14CH, 2004
- Jak-52W exportní verze pro USA, zdvojený objem nádrží, výstroj pro noční let, hydraulické brzdy, zavazadlový prostor za kabinou
- Jak-53 jednomístný akrobatický, 1983
- Jak-52B vojenský cvičný a lehký bitevní, zesílené křídlo, výzbroj 2* NURS UB-32
- Iak-52 rumunská licenční výroba
- Iak-52W vývozní verze pro západ, motor Vedenejev M-14P nebo M-14CH, západní výstroj
- Iak-52TW vývozní verze pro západ, motor Vedenejev M-14P nebo M-14CH, západní výstroj, modernizované křídlo, plně zatažitelný podvozek, zvětšená nádrž
- Aerostar Condor vývozní verze Iak-52 pro západ, motor Lycoming O-540

## Specifikace

### Technické údaje
- Posádka: 2
- Rozpětí: 9,50 m
- Délka: 7,68 m
- Výška: 3,10
- Nosná plocha: 15 m²
- Hmotnost prázdného stroje: 1000 kg
- Maximální vzletová hmotnost: 1290 kg
- Pohonná jednotka: 1 × Vedenejev M-14P
- Výkon motoru: 268 kW

### Výkony
- Maximální rychlost: 360 km/h
- Dostup: 6000 m
- Dolet: 550 km